# Desa Cinangsih
Desa Cinangsih är en administrativ by i Indonesien.   Den ligger i provinsen Jawa Barat, i den västra delen av landet, 110 km öster om huvudstaden Jakarta. Desa Cinangsih ligger vid sjön Situ Ci Nangsi.